# Саркомастигофора
Саркомастигофора (Phylum Sarcomastigophora) припада протисти или царству протоциста који укључује и једноћелиске, колонијалне, аутотрофне, хетеротрофне организме. 
Назив овог филума добија се комбинацијом речи "Саркодина"( што је старији појам који се користи и за амебе) и "Мастигофора"(што је старији појам за бичеве).
Оно што карактерише филум Саркомастигофора је 
1. Нуклеус је једног типа, осим код фаза одређених фораминиферида.
2. Органи за кретање су бичеви и псеудоподије или оба
3. Репродукција бесполна, а полна у основи је сингамија[4]